# Alléluia défie l'Ouest
Série
On m'appelle Alléluia
(1971)
Pour plus de détails, voir Fiche technique et Distribution.
Alléluia défie l'Ouest (Il West ti va stretto, amico... è arrivato Alleluja) est un western spaghetti italo-germano-français sorti en 1972, réalisé par Giuliano Carnimeo,.
Le film est la suite de On m'appelle Alléluia sorti en 1971,.

## Synopsis
Johnny la Faina (Alléluia) et son groupe de pistoleros dérobent une idole aztèque pour le général Ramirez. Cependant deux aventuriers (Archie et Fleurette) interviennent : Fleurette s'empare de l'idole et la jette de haut sur la tête d'un membre d'une secte religieuse. Alléluia et ses comparses parviennent tout de même à récupérer l'idole et à éliminer leurs adversaires, mais quand ils montent dans la diligence pour retourner en Californie, ils se trouvent face à Fleurette qui cherche encore à la leur dérober.

## Fiche technique
- Titre français : Alléluia défie l'Ouest
- Titre original italien : Il West ti va stretto, amico... è arrivato Alleluja
- Genres : Western spaghetti, Comédie
- Réalisateur : Giuliano Carnimeo (sous le pseudo d'Anthony Ascott)
- Scénario : Tito Carpi, Giovanni Simonelli (it)
- Production : Dario Sabatello pour Colosseo Artistica, Société Cinématographique Lyre, Hermes Synchron
- Année de sortie : 1972
- Durée : 92 minutes
- Format d'image : 2.35:1
- Photographie : Stelvio Massi
- Montage : Ornella Micheli
- Effets spéciaux : Gino Vagniluca
- Musique : Stelvio Cipriani
- Décors : Carlo Leva
- Costumes : Luciano Sagoni
- Maquillage : Franco Di Girolamo, Pietro Tenoglio
- Pays de production:  Italie,  Allemagne de l'Ouest et  France
- Dates de sortie :
  - Italie : 1972
  - France : 14 janvier 1976[4]

## Distribution
- George Hilton : Alléluia (Johnny la Faina)
- Lincoln Tate : Archie
- Agata Flori : Fleurette
- Raymond Bussières : Sam
- Umberto D'Orsi : Ferguson
- Riccardo Garrone : Zagaya
- Michael Hinz : Von Steffen
- Paolo Gozlino : Drake
- Roberto Camardiel : général Ramirez
- Aldo Barberito : prêtre
- Renato Baldini : général Miranda
- Nello Pazzafini (comme Giovanni Pazzafini) : Abele
- Peter Berling : Schultz
- Martial Bouisson (sous le pseudo de Martial Bresson) :
- Adriana Facchetti : l'autrichienne
- Lars Bloch : Caino
- Mara Krupp : Mara
- Fortunato Arena : le shérif de Santa Monica
- Luigi Antonio Guerra (comme Antonio Guerra)
- Paolo Magalotti : un homme de main de Ferguson
- Gianni Pulone
- Claudio Ruffini : Claude